# Spółgłoska szczelinowa gardłowa bezdźwięczna
Spółgłoska szczelinowa gardłowa bezdźwięczna – rodzaj dźwięku spółgłoskowego występujący w językach naturalnych. W międzynarodowej transkrypcji fonetycznej IPA oznaczana jest symbolem: [ħ]

## Artykulacja
W czasie artykulacji podstawowego wariantu [ħ]:
- modulowany jest prąd powietrza wydychanego z płuc, czyli jest to spółgłoska płucna egresywna
- tylna część podniebienia miękkiego zamyka dostęp do jamy nosowej, powietrze uchodzi przez jamę ustną (spółgłoska ustna)
- prąd powietrza w jamie ustnej przepływa ponad całym językiem lub przynajmniej uchodzi wzdłuż środkowej linii języka (spółgłoska środkowa)
- jest to spółgłoska gardłowa – następuje skurcz mięśni zwieraczy gardła. Gardło staje się na tyle wąskie, że masy powietrza wydychanego z płuc, przechodząc przez nie tworzą charakterystyczny dla spółgłoski szczelinowej szum.
- wiązadła głosowe nie drgają, spółgłoska ta jest bezdźwięczna

Artykulacji tej głoski można nauczyć się przesuwając nasadę języka do tyłu aż do momentu, gdy poczujemy napięcie mięśni, i – nie rozluźniając ich – starając się wypowiedzieć [h]

## Przykłady
Występuje w:
- języku arabskim: أحد [ʔɑ'ħɑd] „jedyny”
- języku czeczeńskim: ẋoza ['ħo:za] „wróbel”
- języku kabylskim: aḥeffaf [aħəffaf] „fryzjer”
- języku ukraińskim: нігті [ˈnʲiħtʲi] „paznokcie"